# Lijst van voetbalinterlands Denemarken - Italië
Deze lijst van voetbalinterlands is een overzicht van alle officiële voetbalwedstrijden tussen de nationale teams van Denemarken en Italië. De landen speelden tot op heden dertien keer tegen elkaar. De eerste ontmoeting, een wedstrijd bij de Olympische Spelen 1948, werd gespeeld in Londen (Verenigd Koninkrijk) op 5 augustus 1948. Het laatste duel, een kwalificatiewedstrijd voor het Wereldkampioenschap voetbal 2014, vond plaats op 11 oktober 2013 in Kopenhagen.

## Wedstrijden
| №  | Plaats     | Datum             | Competitie           | Wedstrijd           | Uitslag |
| -- | ---------- | ----------------- | -------------------- | ------------------- | ------- |
| 1  | Londen     | 5 augustus 1948   | OS 1948              | Denemarken – Italië | 5 – 3   |
| 2  | Bologna    | 5 december 1964   | Vriendschappelijk    | Italië – Denemarken | 3 – 1   |
| 3  | Kopenhagen | 22 september 1976 | Vriendschappelijk    | Denemarken – Italië | 0 – 1   |
| 4  | Rome       | 1 november 1980   | WK 1982 kwalificatie | Italië – Denemarken | 2 – 0   |
| 5  | Kopenhagen | 3 juni 1981       | WK 1982 kwalificatie | Denemarken – Italië | 3 – 1   |
| 6  | Keulen     | 17 juni 1988      | EK 1988              | Denemarken – Italië | 0 – 2   |
| 7  | Pisa       | 22 februari 1989  | Vriendschappelijk    | Italië – Denemarken | 1 – 0   |
| 8  | Malmö      | 12 juni 1991      | Vriendschappelijk    | Denemarken – Italië | 0 – 2   |
| 9  | Kopenhagen | 27 maart 1999     | EK 2000 kwalificatie | Denemarken – Italië | 1 – 2   |
| 10 | Napels     | 8 september 1999  | EK 2000 kwalificatie | Italië – Denemarken | 2 – 3   |
| 11 | Guimarães  | 14 juni 2004      | EK 2004              | Denemarken – Italië | 0 – 0   |
| 12 | Milaan     | 16 oktober 2012   | WK 2014 kwalificatie | Italië – Denemarken | 3 – 1   |
| 13 | Kopenhagen | 11 oktober 2013   | WK 2014 kwalificatie | Denemarken – Italië | 2 – 2   |

## Samenvatting
| Competitie        | Totaal gespeeld | Winst Denemarken | Gelijk | Winst Italië | Doelsaldo Denemarken – Italië |
| ----------------- | --------------- | ---------------- | ------ | ------------ | ----------------------------- |
| WK-kwalificatie   | 4               | 1                | 1      | 2            | 6 − 8                         |
| EK-eindronde      | 2               | 0                | 1      | 1            | 0 − 2                         |
| EK-kwalificatie   | 2               | 1                | 0      | 1            | 4 − 4                         |
| Olympische Spelen | 1               | 1                | 0      | 0            | 5 − 3                         |
| Vriendschappelijk | 4               | 0                | 0      | 4            | 1 − 7                         |
| Totaal            | 13              | 3                | 2      | 8            | 16 − 24                       |

Wedstrijden bepaald door strafschoppen worden, in lijn met de FIFA, als een gelijkspel gerekend.

## Details

### Vierde ontmoeting
| WK 1982 kwalificatie (Rome, Italië, 1 november 1980): |              | |
| Italië | 2 – 0        | Denemarken |
| Francesco Graziani 5' Francesco Graziani 50' | goals        | |
| Enzo Bearzot | bondscoach   | Sepp Piontek |
| Dino Zoff Claudio Gentile Gaetano Scirea Antonio Cabrini Giampiero Marini Fulvio Collovati Bruno Conti Marco Tardelli Alessandro Altobelli Francesco Graziani Roberto Bettega | opstellingen | Ole Kjær Ole Rasmussen Morten Olsen Per Røntved Jens Steffensen Jens Jørn Bertelsen Frank Arnesen Søren Lerby Lars Bastrup Henning Jensen Preben Elkjær Larsen |
| | gele kaarten | 67' Preben Elkjær Larsen 70' Lars Bastrup |
| - Debuut van Giampiero Marini (Internazionale) voor Italië. |              | |

### Vijfde ontmoeting
| WK 1982 kwalificatie (Kopenhagen, Denemarken, 3 juni 1981): |              | |
| Denemarken | 3 – 1        | Italië |
| Per Røntved 58' Frank Arnesen 60' Lars Bastrup 87' | goals        | 69' Francesco Graziani |
| Sepp Piontek | bondscoach   | Enzo Bearzot |
| Ole Qvist Ole Rasmussen Søren Busk Per Røntved Søren Lerby Frank Arnesen Morten Olsen 75' Jens Jørn Bertelsen Allan Simonsen Lars Bastrup Preben Elkjær Larsen | opstellingen | Dino Zoff Claudio Gentile Gaetano Scirea Antonio Cabrini 67' Giampiero Marini Fulvio Collovati Bruno Conti Marco Tardelli Francesco Graziani Giancarlo Antognoni 67' Roberto Bettega |
| Henrik Eigenbrod 75' | wissels      | 67' Giuseppe Dossena 67' Carlo Ancelotti |
| | gele kaarten | 14' Bruno Conti |

### Zesde ontmoeting
| EK 1988 (Keulen, West-Duitsland, 17 juni 1988): |              | |
| Denemarken | 0 – 2        | Italië |
| | goals        | 67' Alessandro Altobelli 87' Luigi De Agostini |
| Sepp Piontek | bondscoach   | Azeglio Vicini |
| Peter Schmeichel Lars Olsen Ivan Nielsen Bjørn Kristensen Jan Heintze Per Frimann 54' Morten Olsen 68' John Jensen Michael Laudrup John Eriksen Flemming Povlsen | opstellingen | Walter Zenga Giuseppe Bergomi Paolo Maldini Franco Baresi Riccardo Ferri Carlo Ancelotti 85' Roberto Donadoni Fernando De Napoli 67' Roberto Mancini Giuseppe Giannini Gianluca Vialli |
| Kim Vilfort 54' Klaus Berggreen 68' | wissels      | 67' Alessandro Altobelli 85' Luigi De Agostini |
| Per Frimann ??' Bjørn Kristensen ??' | gele kaarten | |

### Zevende ontmoeting
| Vriendschappelijk (Pisa, Italië, 22 februari 1989):      |       |            |
| Italië                                                   | 1 – 0 | Denemarken |
| Giuseppe Bergomi 61'                                     | goals |            |
| - Debuut van Stefano Borgonovo (Fiorentina) voor Italië. |       |            |

### Achtste ontmoeting
| Scania 100 Tournament (Malmö, Zweden, 12 juni 1991): |              | |
| Denemarken | 0 – 2        | Italië |
| | goals        | 106' Ruggiero Rizzitelli 108' Gianluca Vialli |
| Richard Møller Nielsen | bondscoach   | Azeglio Vicini |
| Peter Schmeichel Claus Christiansen 73' Lars Olsen Kent Nielsen Brian Steen Nielsen Morten Bruun Kim Vilfort Johnny Mølby 96' Bent Christensen John Jensen Per Pedersen 58' | opstellingen | Walter Zenga Giuseppe Bergomi Paolo Maldini Franco Baresi Pietro Vierchowod Nicola Berti Gianluigi Lentini 61' Gennaro Ruotolo 74' Salvatore Schillaci Giuseppe Giannini 46' Roberto Mancini |
| Miklos Molnar 58' Marc Rieper 73' Brian Jensen 96' | wissels      | 46' Gianluca Vialli 61' Massimo Crippa 74' Ruggiero Rizzitelli |
| John Jensen ??' | gele kaarten | |
| - Debuut van Claus Christiansen (Lyngby), Brian Jensen (Brøndby) en Per Pedersen (Lyngby) voor Denemarken. - Debuut van Gennaro Ruotolo (Genoa) voor Italië.                |              | |

### Negende ontmoeting
| EK 2000 kwalificatie (Kopenhagen, Denemarken, 27 maart 1999): |       |                                      |
| Denemarken                                                    | 1 – 2 | Italië                               |
| Ebbe Sand 56'                                                 | goals | 1' Filippo Inzaghi 86' Antonio Conte |
| - Debuut van Jesper Grønkjær (Ajax) voor Denemarken.          |       |                                      |

### Tiende ontmoeting
| EK 2000 kwalificatie (Napels, Italië, 8 september 1999): |              | |
| Italië | 2 – 3        | Denemarken |
| Diego Fuser 10' Christian Vieri 34' | goals        | 39' (pen.) Martin Jørgensen 57' Morten Wieghorst 63' Jon Dahl Tomasson                                                                                               |
| Dino Zoff | bondscoach   | Bo Johansson |
| Gianluigi Buffon Christian Panucci Fabio Cannavaro Alessandro Nesta Giuseppe Pancaro Diego Fuser Eusebio Di Francesco 70' Demetrio Albertini Dino Baggio 46' Christian Vieri 77' Filippo Inzaghi | opstellingen | Peter Schmeichel Jan Heintze René Henriksen Jes Høgh 52' Thomas Helveg Martin Jørgensen 52' Stig Tøfting Allan Nielsen Søren Colding 83' Jon Dahl Tomasson Ebbe Sand |
| Giuliano Giannichedda 46' Antonio Conte 70' Francesco Totti 77' | wissels      | 52' Bjarne Goldbæk 52' Morten Wieghorst 83' Michael Schjønberg |
| Diego Fuser 43' Christian Panucci 45' Giuseppe Pancaro 48' | gele kaarten | 22' Stig Tøfting 44' Søren Colding 60' Peter Schmeichel |
| Giuliano Giannichedda 88' | rode kaarten | 81' Morten Wieghorst |

### Elfde ontmoeting
| EK 2004 (Guimarães, Portugal, 14 juni 2004): |              | |
| Denemarken | 0 – 0        | Italië |
| | goals        | |
| Morten Olsen | bondscoach   | Giovanni Trapattoni |
| Thomas Sørensen Thomas Helveg Martin Laursen René Henriksen Niclas Jensen Christian Poulsen 76' Daniel Jensen Dennis Rommedahl Jon Dahl Tomasson Martin Jørgensen 72' Ebbe Sand 69' | opstellingen | Gianluigi Buffon Christian Panucci Fabio Cannavaro Alessandro Nesta Gianluca Zambrotta 57' Cristiano Zanetti Simone Perrotta 68' Mauro Camoranesi Francesco Totti 64' Alessandro Del Piero Christian Vieri |
| Claus Jensen 69' Kenneth Pérez 72' Brian Priske 78' | wissels      | 57' Gennaro Gattuso 64' Antonio Cassano 68' Stefano Fiore |
| Jon Dahl Tomasson 29' Thomas Helveg 67' | gele kaarten | 61' Fabio Cannavaro 69' Antonio Cassano 81' Gennaro Gattuso 90+2' Francesco Totti |

### Twaalfde ontmoeting
| WK-kwalificatie (Milaan, Italië, 16 oktober 2012): |              | |
| Italië | 3 – 1        | Denemarken |
| Riccardo Montolivo 33' Daniele De Rossi 37' Mario Balotelli 54' | goals        | 45+1' William Kvist |
| Cesare Prandelli | bondscoach   | Morten Olsen |
| Morgan De Sanctis Giorgio Chiellini Federico Balzaretti Ignazio Abate Claudio Marchisio 74' Andrea Barzagli Daniele De Rossi Pablo Osvaldo Riccardo Montolivo 85' Andrea Pirlo Mario Balotelli 89' | opstellingen | Stephan Andersen Nicolai Stokholm Simon Kjær Daniel Agger Lars Jacobsen 60' William Kvist 72' Michael Silberbauer Christian Eriksen 83' Michael Krohn-Dehli Dennis Rommedahl Nicklas Bendtner |
| Antonio Candreva 74' Emanuele Giaccherini 85' Mattia Destro 89' | wissels      | 60' Thomas Kahlenberg 72' Kasper Lorentzen 83' Jakob Poulsen |
| Daniele De Rossi 39' Morgan De Sanctis 90' | gele kaarten | 52' William Kvist 76' Nicolai Stokholm 79' Nicklas Bendtner |
| Pablo Osvaldo 46' | rode kaarten | |

### Dertiende ontmoeting
| WK-kwalificatie (Kopenhagen, Denemarken, 11 oktober 2013): |              | |
| Denemarken | 2 – 2        | Italië |
| Nicklas Bendtner 45+1' Nicklas Bendtner 79' | goals        | 28' Pablo Osvaldo 90+1' Alberto Aquilani |
| Morten Olsen | bondscoach   | Cesare Prandelli |
| Stephan Andersen Niki Zimling 82' Andreas Bjelland Daniel Agger Nicolai Boilesen Lars Jacobsen William Kvist Christian Eriksen Michael Krohn-Dehli Martin Braithwaite 46' Nicklas Bendtner 84' | opstellingen | Gianluigi Buffon Lorenzo De Silvestri Giorgio Chiellini Thiago Motta Federico Balzaretti 68' Claudio Marchisio Antonio Candreva Pablo Osvaldo Andrea Ranocchia 82' Riccardo Montolivo 77' Alessandro Diamanti |
| Emil Larsen 46' Leon Andreasen 82' Simon Makienok 84' | wissels      | 68' Alberto Aquilani 77' Alessio Cerci 82' Alberto Gilardino |
| Andreas Bjelland 64' Niki Zimling 72' Nicklas Bendtner 79' Nicolai Boilesen 90+3' | gele kaarten | |

DBU · A-internationals · Selecties · Bondscoaches · Deens vrouwenelftal · Olympisch elftal · Denemarken U21 · Denemarken U20 · Denemarken U19 · Denemarken U18 · Denemarken U17 · Denemarken U16 · Vrouwen U17
1908 – 1919 ·
1920 – 1929 ·
1930 – 1939 ·
1940 – 1949 ·
1950 – 1959 ·
1960 – 1969 ·
1970 – 1979 ·
1980 – 1989 ·
1990 – 1999 ·
2000 – 2009 ·
2010 – 2019 ·
2020 − 2029
EK's: 1964 · 
1984 · 
1988 · 
1992 · 
1996 · 
2000 · 
2004 · 
2012 · 
2020 · 
2024
WK's: 1986 · 
1998 · 
2002 · 
2010 · 
2018 · 
2022
OS: 1908 · 
1912 · 
1920 · 
1948 · 
1952 · 
1960 · 
1972 · 
1992 · 
2016
1908 · 
1909 · 
1910 · 
1911 · 
1912 · 
1913 · 
1914 · 
1915 · 
1916 · 
1917 · 
1918 · 
1919 · 
1920 · 
1921 · 
1922 · 
1923 · 
1924 · 
1925 · 
1926 · 
1927 · 
1928 · 
1929 · 
1930 · 
1931 · 
1932 · 
1933 · 
1934 · 
1935 · 
1936 · 
1937 · 
1938 · 
1939 · 
1940 · 
1941 · 
1942 · 
1943 · 
1944 · 
1946 · 
1947 · 
1948 · 
1949 · 
1950 · 
1952 · 
1952 · 
1953 · 
1954 · 
1955 · 
1956 · 
1957 · 
1958 · 
1959 · 
1960 · 
1961 · 
1962 · 
1963 · 
1964 · 
1965 · 
1966 · 
1967 · 
1968 · 
1969 · 
1970 · 
1971 · 
1972 · 
1973 · 
1974 · 
1975 · 
1976 · 
1977 · 
1978 · 
1979 · 
1980 · 
1981 · 
1982 · 
1983 · 
1984 · 
1985 · 
1986 · 
1987 · 
1988 · 
1989 · 
1990 ·
1991 · 
1992 · 
1993 · 
1994 · 
1995 · 
1996 · 
1997 · 
1998 · 
1999 · 
2000 · 
2001 · 
2002 · 
2003 · 
2004 · 
2005 · 
2006 · 
2007 · 
2008 · 
2009 · 
2010 · 
2011 · 
2012 · 
2013 · 
2014 · 
2015 · 
2016 · 
2017 · 
2018 ·
2019 ·
2020 ·
2021 ·
2022 ·
2023
Albanië ·
Algerije ·
Argentinië ·
Armenië ·
Australië ·
België ·
Bermuda ·
Bosnië en Herzegovina · 
Brazilië ·
Bulgarije ·
Canada ·
Chili ·
Cyprus ·
DDR ·
Duitsland ·
Ecuador ·
Egypte ·
Engeland ·
Estland ·
Faeröer · 
Finland · 
Frankrijk ·
Gambia ·
Georgië ·
Ghana ·
Gibraltar ·
GOS ·
Griekenland ·
Honduras ·
Hongarije ·
Hongkong ·
Ierland ·
IJsland ·
Indonesië ·
Iran ·
Israël ·
Italië ·
Japan ·
Joegoslavië ·
Kameroen ·
Kazachstan ·
Kosovo · 
Kroatië · 
Letland ·
Liechtenstein ·
Litouwen ·
Luxemburg ·
Malta ·
Marokko ·
Mexico ·
Moldavië · 
Montenegro · 
Nederland ·
Nederlandse Antillen ·
Nigeria ·
Noord-Ierland ·
Noord-Macedonië ·
Noorwegen ·
Oekraïne ·
Oostenrijk ·
Panama ·
Paraguay ·
Peru ·
Polen ·
Portugal ·
Roemenië ·
Rusland ·
San Marino ·
Saoedi-Arabië ·
Schotland ·
Senegal ·
Servië ·
Singapore ·
Slovenië ·
Slowakije ·
Sovjet-Unie ·
Spanje ·
Suriname ·
Thailand ·
Togo · 
Tsjechië ·
Tsjecho-Slowakije ·
Tunesië · 
Turkije · 
Uruguay ·
Verenigde Arabische Emiraten ·
Verenigde Staten ·
Wales ·
Wit-Rusland ·
Zuid-Afrika ·
Zuid-Korea ·
Zweden ·
Zwitserland
Argentinië (1995) · 
Australië (2018) ·
Australië (2022) · 
België (2021) · 
Duitsland (1992) · 
Duitsland (2012) · 
Engeland (2021) · 
Finland (2021) · 
Frankrijk (2002) · 
Frankrijk (2018) · 
Japan (2010) · 
Kameroen (2010) · 
Kroatië (2018) · 
Nederland (2010) · 
Nederland (2012) · 
Peru (2018) · 
Portugal (2012) · 
Rusland (2021) · 
Senegal (2002) · 
Tsjechië (2021) · 
Uruguay (2002) · 
Wales (2021)
FIGC · A-internationals · Selecties · Bondscoaches · Italiaans vrouwenelftal · Olympisch elftal · Italië U21 · Italië U20 · Italië U19 · Italië U18 · Italië U17 · Italië U16 · Vrouwen U17
1910 – 1919 ·
1920 – 1929 ·
1930 – 1939 ·
1940 – 1949 ·
1950 – 1959 ·
1960 – 1969 ·
1970 – 1979 ·
1980 – 1989 ·
1990 – 1999 ·
2000 – 2009 ·
2010 – 2019 ·
2020 − 2029
EK's: 1968 · 
1980 · 
1988 · 
1996 · 
2000 · 
2004 · 
2008 · 
2012 · 
2016 ·
2020 ·
2024
WK's: 1934 · 
1938 · 
1950 · 
1954 · 
1962 · 
1966 · 
1970 · 
1974 · 
1978 · 
1982 · 
1986 · 
1990 · 
1994 · 
1998 · 
2002 · 
2006 · 
2010 · 
2014
OS: 1912 · 
1920 · 
1924 · 
1928 · 
1936 · 
1948 · 
1952 · 
1960 · 
1984 · 
1988 · 
1992 · 
1996 · 
2000 · 
2004 · 
2008
1911 · 
1912 · 
1913 · 
1914 · 
1915 · 
1916 · 1917 · 1918 · 1919 · 
1920 · 
1921 · 
1922 · 
1923 · 
1924 · 
1925 · 
1926 · 
1927 · 
1928 · 
1929 · 
1930 · 
1931 · 
1932 · 
1933 · 
1934 · 
1935 · 
1936 · 
1937 · 
1938 · 
1939 · 
1940 · 
1941 · 
1942 · 
1943 · 1944 · 
1945 · 
1946 · 
1947 · 
1948 · 
1949 · 
1950 · 
1952 · 
1952 · 
1953 · 
1954 · 
1955 · 
1956 · 
1957 · 
1958 · 
1959 · 
1960 · 
1961 · 
1962 · 
1963 · 
1964 · 
1965 · 
1966 · 
1967 · 
1968 · 
1969 · 
1970 · 
1971 · 
1972 · 
1973 · 
1974 · 
1975 · 
1976 · 
1977 · 
1978 · 
1979 · 
1980 · 
1981 · 
1982 · 
1983 · 
1984 · 
1985 · 
1986 · 
1987 · 
1988 · 
1989 · 
1990 ·
1991 · 
1992 · 
1993 · 
1994 · 
1995 · 
1996 · 
1997 · 
1998 · 
1999 · 
2000 · 
2001 · 
2002 · 
2003 · 
2004 · 
2005 · 
2006 · 
2007 · 
2008 · 
2009 · 
2010 · 
2011 · 
2012 · 
2013 · 
2014 · 
2015 · 
2016 · 
2017 ·
2018 ·
2019 ·
2020 ·
2021 ·
2022 ·
2023 ·
2024
Albanië ·
Algerije ·
Argentinië ·
Armenië ·
Australië ·
Azerbeidzjan ·
België ·
Bosnië en Herzegovina ·
Brazilië ·
Bulgarije ·
Canada ·
Chili ·
China ·
Costa Rica ·
Cyprus ·
DDR ·
Denemarken ·
Duitsland ·
Ecuador ·
Egypte ·
Engeland ·
Estland ·
Faeröer ·
Finland ·
Frankrijk ·
Georgië ·
Ghana ·
Griekenland ·
Haïti ·
Hongarije ·
Ierland ·
IJsland ·
Israël ·
Ivoorkust ·
Japan ·
Joegoslavië ·
Kameroen ·
Kroatië ·
Liechtenstein · 
Litouwen ·
Luxemburg ·
Malta ·
Marokko ·
Mexico ·
Moldavië ·
Montenegro ·
Nederland ·
Nieuw-Zeeland ·
Nigeria ·
Noord-Ierland ·
Noord-Korea ·
Noord-Macedonië ·
Noorwegen ·
Oekraïne ·
Oostenrijk ·
Paraguay ·
Peru ·
Polen ·
Portugal ·
Roemenië ·
Rusland ·
San Marino ·
Saoedi-Arabië ·
Schotland ·
Servië ·
Servië en Montenegro ·
Slovenië ·
Slowakije ·
Sovjet-Unie ·
Spanje ·
Tsjechië ·
Tsjecho-Slowakije ·
Tunesië ·
Turkije ·
Uruguay ·
Venezuela ·
Verenigde Staten ·
Wales ·
Wit-Rusland ·
Zuid-Afrika ·
Zuid-Korea ·
Zweden ·
Zwitserland
Argentinië (1982) · 
Australië (2006) · 
België (2016) · 
België (2021) · 
Brazilië (1970) · 
Brazilië (1982) · 
Brazilië (1994) · 
Costa Rica (2014) · 
Duitsland (2006) · 
Duitsland (2012) · 
Engeland (2012) ·
Engeland (2014) ·
Engeland (2021) ·
Frankrijk (2000) · 
Frankrijk (2006) · 
Frankrijk (2008) · 
Ghana (2006) · 
Hongarije (1938) · 
Ierland (2012) · 
Joegoslavië (1968) · 
Kameroen (1982) · 
Kroatië (2012) · 
Nederland (2008) · 
Nieuw-Zeeland (2010) · 
Oekraïne (2006) · 
Oostenrijk (2021) · 
Paraguay (2010) · 
Peru (1982) · 
Polen (1982, 1) · 
Polen (1982, 2) · 
Roemenië (2008) · 
Spanje (2008) ·
Spanje (2012, 1) ·
Spanje (2012, 2) ·
Spanje (2016) ·
Spanje (2021) ·
Tsjechië (2006) · 
Turkije (2021) · 
Uruguay (2014) · 
Verenigde Staten (2006) · 
Wales (2021) · 
West-Duitsland (1982) · 
Zweden (2016) · 
Zwitserland (2021)